# Yaakingagidhe
Yaakingagidhe è un brano musicale del film di Sandalwood Raajakumara cantato da Puneeth Rajkumar, con musiche V. Harikrishna e testi di Yogaraj Bhat, pubblicato il 6 marzo 2017.

## Video musicale
Il videoclip è stato girato tra Melbourne e Sydney in Australia.